# 沙托维约
沙托维约（法語：Châteauvieux，法語發音：[ʃatovjø]）是法国卢瓦-谢尔省的一个市镇，属于罗莫朗坦-朗特奈区。

## 地理
沙托维约（47°13'47"N, 1°22'59"E）面积33.48 平方千米，位于法国中央-卢瓦尔河谷大区卢瓦-谢尔省，该省份为法国中北部省份，北起厄尔-卢瓦省，东北接卢瓦雷省，东南接谢尔省，南至安德尔省，西南接安德尔-卢瓦尔省，西北接萨尔特省。
与沙托维约接壤的市镇（或旧市镇、城区）包括：利村、努昂莱方丹、奥尔比尼、库菲、圣艾尼昂、塞日、维朗特鲁瓦-贝里地区法沃罗勒。

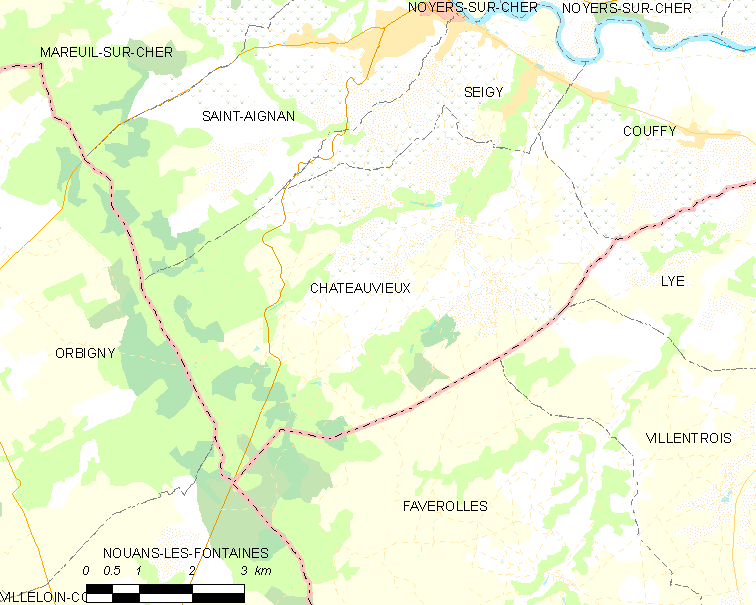
沙托维约的OSM定位图

沙托维约的时区为UTC+01:00、UTC+02:00（夏令时）。

## 行政
沙托维约的邮政编码为41110，INSEE市镇编码为41042。

## 政治
沙托维约所属的省级选区为圣艾尼昂县。

## 人口

1962-2008年间沙托维约人口变化图示

沙托维约于2022年1月1日时的人口数量为524人。